# 新井郷川
新井郷川（にいごうがわ）は、福島潟を源流とし、阿賀野川・日本海へ注ぐ新潟県新潟市北区を流れる阿賀野川水系の一級河川。

## 概要
福島潟を源流とし北区高森の胡桃山排水機場で阿賀野川へ注ぐ本流と、本流より同区新井郷・松潟で分岐し新井郷川排水機場を経て同区松浜町で日本海へ注ぐ新井郷川分水路、更に新井郷川分水路より同区西名目所・三軒屋町で分岐し同区新元島町の新井郷川水門で阿賀野川へ注ぐ派川新井郷川分水路がある。なお、胡桃山排水機場が洪水時専用の施設であるため、平水時の本流は基本的に通水しておらず、新井郷川分水路が主要な流路となっている。
かつては濁川の別名をもち、新郷川と書かれることもあった。

## 歴史

### 松ヶ崎開削と日本海への流路
かつて新井郷川は阿賀野川へ合流し、さらに信濃川に合流してはじめて日本海へ流出する河川であったが、阿賀野川水系の河川では江戸時代新発田藩の治水事業によって新潟砂丘を開削して直接日本海へ流出する放水路が次々に掘られ、紫雲寺潟の干拓に関連して1730年（享保15年）の松ヶ崎掘割開削が行われた結果、阿賀野川は日本海へと直接流出することになった。これに伴って水位が下がり、新井郷川流域を含む地域では新田とともに多くの村が創立した。
新井郷川と阿賀野川は江戸時代中期には新崎付近で合流していたが、その後合流点は引き下げられ、明治期には阿賀野川と加治川の合流点付近になっていた。その後1914年（大正3年）には加治川を加治川分水路により本流域から分離。さらに本川も阿賀野川からの逆流防止のため、昭和初期に入ってから単独で日本海に流出する分水路が開通した。
この分水路は1933年～1934年頃に開通したものであり、旧来の阿賀野川への流れは現在の派川新井郷川分水路にあたる。ここには1931年に「新井郷川閘門」が建設され、舟運の安全航行に役立っていたほか、水門としての機能も果たしている。

### 排水機場の建設

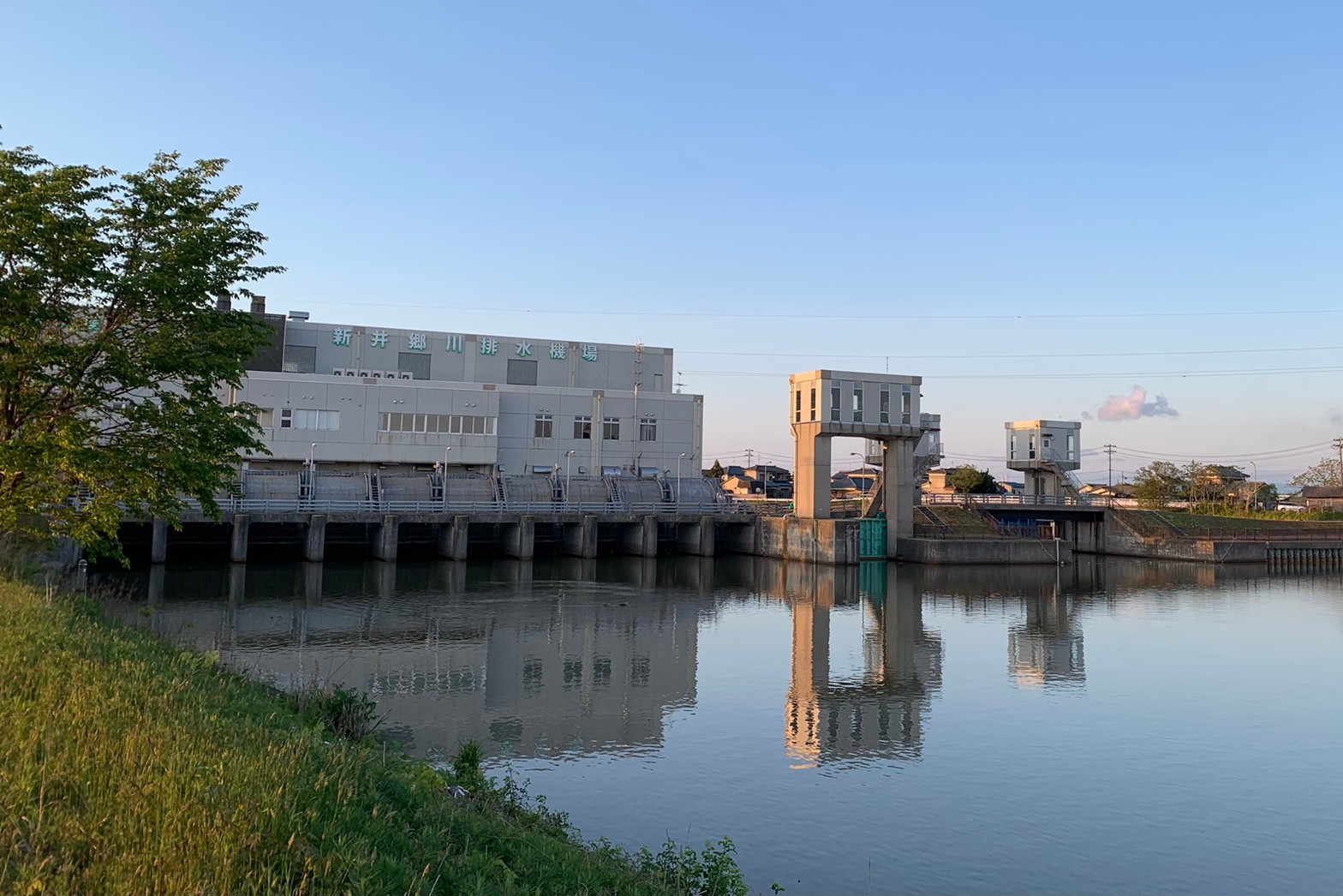
建て替え後の新井郷川排水機場（2020年5月）

流域は海抜が低いうえに砂丘に阻まれて排水が悪いため、亀田郷と同様に県内有数の低湿地帯となっており、田畑はたびたび浸水被害を受け、湿田のため農作業には困難が伴っていた。そこで国営事業によりポンプの力で排水するための施設である旧新井郷川排水機場（計画排水量99m³/s）が1954年に一部稼働し、1961年に完成した。さらに1970年に国営福島潟干拓事業により併設排水機場（計画排水量11m³/s）が建設された。その後これら二つの排水機場が老朽化したため1995年に国営阿賀野川右岸土地改良事業により現新井郷川排水機場（計画排水量110m³/s）に統合して建て替えられている。
当時東洋一と言われた旧新井郷川排水機場であったが能力には限界があり、1966年の7・17水害（下越水害）、そして翌1967年の8・28水害（羽越水害）では加治川が氾濫するなどして新井郷川流域は大規模な浸水被害を受けた。それゆえ1978年に阿賀野川へ別途排水するための胡桃山排水機場の事業に着手していたが、同年6月の豪雨でも新井郷川流域では各所で溢水氾濫を生じた。この豪雨水害により激甚災害対策特別緊急事業の採択を受けて胡桃山排水機場（計画排水量30m³/s）の建設が促進され、1982年に稼働を開始した（その後1997年に計画排水量50m³/sへ増強された）。

### 福島潟放水路の建設
こうして排水機能が強化されていった新井郷川であるが、これと並行して、10以上の河川が流入する福島潟の排水が本川だけで行われるという状態を解消するべく、福島潟放水路（計画高水流量300m³/s）の建設が進められた。なお、この放水路は2003年に完成したが、潮止堰（豊栄潮止堰）と潟口堰（椋堰）は洪水時を除いて閉じられているため、平水時の福島潟の排水は全て新井郷川が担っている。

### 舟運
新井郷川は舟運にも利用されており、在郷町葛塚の発展に寄与した。

### 年表
- 1875年 - 新潟～葛塚間で蒸気船が定期運航開始[16]。
- 1929年 - 新潟～葛塚間の葛塚蒸気が運行を終了[17]。
- 1934年 - 松ヶ崎浜村（現同区松浜町）で直接日本海へ注ぐ「新井郷川分水路」が開通。
- 1963年頃から - 葛塚・上土地亀・嘉山で流路改修が行われる。（～1969年ごろ）
- 1966年 - 下越水害による浸水被害を早急に解消するため、現胡桃山排水機場付近の阿賀野川右岸堤防を自主決壊（開削）し、高森新田付近にあった兄弟掘を利用した排水を行う。後年、この水路が新井郷川と接続されて現在の本流となる[2][18]。

## 橋梁
河口より順に記載
- 新井郷川

（阿賀野川） - 胡桃山排水機場樋門 - 胡桃山排水機場１号橋 - （不明） - （不明） - 兄弟掘歩道橋・兄弟掘橋 - ４号農道橋 - 導水橋 - 新郷橋 - 須戸大橋 - 須戸橋 - （日本海東北自動車道） - 下土地亀橋 - 葛塚大橋 (PDF)  - 他門大橋 (PDF)  - 上土地亀橋 - 三軒屋歩道橋・三軒屋橋 - 嘉山橋 - 新鼻大橋・新鼻橋側道橋 - 潟口橋 (PDF) 
- 新井郷川分水路

（日本海） - 大正橋 - 松港橋 - 新井郷川橋 - 新元島橋 - 名目所橋 - 新井郷川本線橋（国道113号） - 新井郷川橋ONランプ橋 - 新井郷川橋 （新新バイパス） - 濁川橋 - 濁川歩道橋 - 久平橋 - 新井郷川橋梁 （白新線鉄道橋） - 豊新橋 (PDF)  - （新郷橋へ）
- 派川新井郷川分水路

（阿賀野川） - 新井郷川水門橋 - 新松橋 - 名祥橋 - （不明） - 無名橋 - （新元島橋へ）